# Canton de Cavaillon
Le canton de Cavaillon est une circonscription électorale française située dans le département de Vaucluse, en région Provence-Alpes-Côte d'Azur.

## Histoire
Le canton de Cavaillon était rattaché, jusqu'en 1926, à l'arrondissement d'Avignon avant de rejoindre celui d'Apt.
À la suite du redécoupage cantonal de 2014, les limites territoriales du canton sont remaniées. Le nombre de communes du canton passe de 6 à 2.

## Représentation

### Conseillers généraux de 1833 à 2015
| Période        | Période                  | Identité                                       | Étiquette            | Qualité                                                                          |
| -------------- | ------------------------ | ---------------------------------------------- | -------------------- | -------------------------------------------------------------------------------- |
| 1833           | 1870                     | François Joseph Félix Silvestre                |                      | Juge de paix à Cavaillon - Maire de Cavaillon de 1830 à 1831                     |
| juin 1870      | novembre 1870            | Comte Jean-Baptiste de Gabrielli de Gubbio     |                      | Avocat propriétaire à Oppède                                                     |
| 1870           | 1871                     | M. Grand                                       |                      | Membre de la Commission départementale                                           |
| 1871           | 1874                     | Aimé Boussot                                   |                      | Maire de Cavaillon (1870-1874)                                                   |
| 1874           | 1879 (décès)             | Comte Jean-Baptiste de Gabrielli de Gubbio     |                      | Avocat puis Procureur à Bordeaux propriétaire à Oppède                           |
| 1879           | 1885 (démission)         | Paul Brusque                                   | Républicain          | Médecin Maire de Cavaillon (1878-1885)                                           |
| 1886           | 1892                     | Aimé Boussot                                   | Socialiste puis Rad. | Maire de Cavaillon (1870-1874 et 1888-1892)                                      |
| 1892           | 1905 (démission)         | Joseph Guis                                    | Socialiste puis Rad. | Maire de Cavaillon (1905-1935) Président du Conseil Général                      |
| 1905           | 1939 (décès)             | Maurice Accarie (1871-1939)                    | Rad.                 | Expéditeur à Cavaillon                                                           |
|                |                          |                                                |                      |                                                                                  |
| décembre 1942  | 1945                     | Étienne Accarie (1904-1977, fils du précédent) |                      | Expéditeur Maire de Cavaillon (1937-1943) Nommé conseiller départemental en 1942 |
|                |                          |                                                |                      |                                                                                  |
| septembre 1945 | mars 1951                | Roger Travail                                  | PCF                  | Instituteur Conseiller municipal de Cavaillon                                    |
| mars 1951      | mars 1976                | Étienne Accarie                                | Rad.                 | Expéditeur ancien maire de Cavaillon (1937-1943)                                 |
| mars 1976      | mars 1988                | Fernand Lombard (1919-1998)                    | PS                   | Directeur de coopérative Maire de Cavaillon (1977-1989)                          |
| mars 1988      | octobre 2002 (démission) | Maurice Giro                                   | DVD                  | Retraité Maire de Cavaillon (1992-2008) Député UMP (2002-2007)                   |
| octobre 2002   | mars 2008                | Jean-Claude Bouchet                            | DVD puis UMP         | Gérant de société Député de Vaucluse depuis 2007 Maire de Cavaillon (2008-2017)  |
| mars 2008      | 2015                     | Jean-Baptiste Blanc                            | UMP                  | Avocat Adjoint au maire de Cavaillon                                             |

### Conseillers d'arrondissement (de 1833 à 1940)
Le canton de Cavaillon avait deux conseillers d'arrondissement. 
| Période                                  | Période          | Identité                        | Étiquette   | Qualité |
| ---------------------------------------- | ---------------- | ------------------------------- | ----------- | --- |
| 1833                                     | 1833 (démission) | François Joseph Félix Silvestre |             | Juge de paix, ancien maire de Cavaillon                                                                     |
| 1833                                     |                  | M. Gondois                      |             | Notaire à Cavaillon                                                                                         |
| 1833                                     |                  | M. de Bajol                     |             | Propriétaire à Avignon                                                                                      |
|                                          |                  |                                 |             | |
| 1895                                     | 1907             | Célestin Chabert                | Républicain | Propriétaire à Maubec                                                                                       |
| 1895                                     | 1907             | Jean-Joseph Moulinas            | Républicain | Chaufournier à Caumont                                                                                      |
| 1907                                     | 1913             | Félicien Mathieu                | Radical     | Propriétaire à Robion                                                                                       |
| 1907                                     | 1913             | Ange Gilbaud                    | Radical     | Propriétaire à Caumont                                                                                      |
| 1913                                     |                  | M. Joumont                      | Radical     | |
| 1913                                     |                  | M. Autard                       | Radical     | |
|                                          |                  |                                 |             | |
|                                          | 1940             | Célestin Poncet                 | Radical     | Maire des Taillades                                                                                         |
|                                          | 1940             | Marius Ricaud                   | Radical     | Propriétaire à Robion                                                                                       |
| 1940                                     |                  |                                 |             | Les conseils d'arrondissement ont été suspendus par la loi du 12 octobre 1940 et n'ont jamais été réactivés |
| Les données manquantes sont à compléter. |                  |                                 |             | |

### Conseillers départementaux depuis 2015
| Période élective | Période élective | Mandat | Mandat   | Identité            | Nuance | Nuance | Qualité |
| ---------------- | ---------------- | ------ | -------- | ------------------- | ------ | ------ | --- |
| 2015             | 2021             | 2015   | 2021     | Élisabeth Amoros    |        | LR     | Radiologue Conseillère municipale de Cavaillon Vice-Présidente du Conseil départemental                                    |
| 2015             | 2021             | 2015   | 2021     | Jean-Baptiste Blanc |        | LR     | Avocat, premier adjoint au maire de Cavaillon Vice-Président du Conseil départemental Sénateur depuis le 27 septembre 2020 |
| 2021             | 2028             | 2021   | en cours | Élisabeth Amoros    |        | LR     | Conseillère sortante, Vice-Présidente du conseil départemental                                                             |
| 2021             | 2028             | 2021   | en cours | Jean-Baptiste Blanc |        | LR     | Conseiller sortant |

### Résultats détaillés

#### Élections de mars 2015
À l'issue du 1er tour des élections départementales de 2015, deux binômes sont en ballottage : Thibaut de la Tocnaye et Leslie Meslé (FN, 45,42 %) et Élisabeth Amoros et Jean-Baptiste Blanc (UMP, 39,53 %). Le taux de participation est de 49,01 % (10 226 votants sur 20 865 inscrits) contre 54,43 % au niveau départemental et 50,17 % au niveau national.
Au second tour, Élisabeth Amoros et Jean-Baptiste Blanc (UMP) sont élus avec 53,92 % des suffrages exprimés et un taux de participation de 53,11 % (5 630 voix pour 11 081 votants et 20 864 inscrits).

#### Élections de juin 2021
Le premier tour des élections départementales de 2021 est marqué par un très faible taux de participation (33,26 % au niveau national). Dans le canton de Cavaillon, ce taux de participation est de 31,44 % (6 550 votants sur 20 832 inscrits) contre 34,94 % au niveau départemental. À l'issue de ce premier tour, deux binômes sont en ballottage : Benedicte Auzanot et Jean-Pierre Peyrard (RN, 44,37 %) et Élisabeth Amoros et Jean-Baptiste Blanc (LR, 38,66 %).
Le second tour des élections est marqué une nouvelle fois par une abstention massive équivalente au premier tour. Les taux de participation sont de 34,36 % au niveau national, 38,18 % dans le département et 36,32 % dans le canton de Cavaillon. Élisabeth Amoros et Jean-Baptiste Blanc (LR) sont élus avec 54,15 % des suffrages exprimés (3 900 voix pour 7 567 votants et 20 837 inscrits),,. 

## Composition

### Composition avant 2015

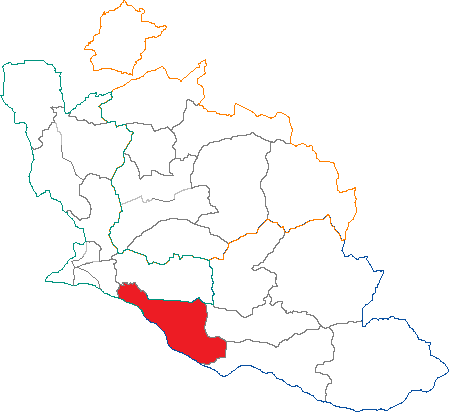
Situation du canton de Cavaillon dans le département de Vaucluse avant 2015.

Le canton de Cavaillon regroupait six communes.
| Nom                   | Code Insee | Codepostal | Superficie (km2) | Population (dernière pop. légale) | Densité (hab./km2) |
| --------------------- | ---------- | ---------- | ---------------- | --------------------------------- | ------------------ |
| Cavaillon (chef-lieu) | 84035      | 84300      | 45,96            | 25 289 (2012)                     | 550                |
| Caumont-sur-Durance   | 84034      | 84510      | 18,23            | 4 663 (2012)                      | 256                |
| Cheval-Blanc          | 84038      | 84460      | 58,56            | 4 080 (2012)                      | 70                 |
| Maubec                | 84071      | 84660      | 9,13             | 1 867 (2012)                      | 204                |
| Robion                | 84099      | 84440      | 17,70            | 4 129 (2012)                      | 233                |
| Taillades             | 84131      | 84300      | 6,86             | 1 968 (2012)                      | 287                |

### Composition depuis 2015
Le canton de Cavaillon comprend désormais deux communes entières.
| Nom                               | Code Insee | Intercommunalité             | Superficie (km2) | Population (dernière pop. légale) | Densité (hab./km2) | Modifier                                    |
| --------------------------------- | ---------- | ---------------------------- | ---------------- | --------------------------------- | ------------------ | ------------------------------------------- |
| Cavaillon (bureau centralisateur) | 84035      | CA Luberon Monts de Vaucluse | 45,96            | 25 890 (2022)                     | 563                | modifier les données · modifier les données |
| Caumont-sur-Durance               | 84034      | CA Grand Avignon             | 18,23            | 5 499 (2022)                      | 302                | modifier les données · modifier les données |
| Canton de Cavaillon               | 8407       |                              | 64,19            | 31 389 (2022)                     | 489                | modifier les données                        |

## Démographie

### Démographie avant 2015
| 1962   | 1968   | 1975   | 1982   | 1990   | 1999   | 2006   | 2011   | 2012   |
| ------ | ------ | ------ | ------ | ------ | ------ | ------ | ------ | ------ |
| 23 404 | 25 383 | 29 578 | 31 256 | 36 109 | 39 557 | 41 930 | 42 212 | 41 996 |

### Démographie depuis 2015
En 2022, le canton comptait 31 389 habitants, en évolution de +0,13 % par rapport à 2016 (Vaucluse : +1,73 %, France hors Mayotte : +2,11 %).
| 2013   | 2018   | 2022   |
| ------ | ------ | ------ |
| 30 327 | 31 097 | 31 389 |